# Friedrich Bertheau
Friedrich Bertheau, vollständig Carl Georg Friedrich Bertheau (* 7. Mai 1851 in Göttingen; † 30. März 1919 in Göttingen), war ein deutscher Historiker und Pädagoge.

## Leben
Friedrich Bertheau war ein Sohn des Orientalisten Ernst Bertheau und dessen erster Frau Agnes, geb. Lücke, einer Tochter von Friedrich Lücke. Seine Mutter verstarb kurz nach seiner Geburt. 1855 wurde Clara, geb. Burchardi, eine Tochter von Georg Christian Burchardi, seine Stiefmutter.
Er besuchte bis Ostern 1870 das Gymnasium in Göttingen. Nach Kriegsdienst im Deutsch-Französischen Krieg studierte er an der Universität Göttingen Neuere Philologie und Geschichte. 1874 wurde er dort mit einer Dissertation über die Gesta Trevirorum zum Dr. phil. promoviert.
Anschließend trat Bertheau in den preußischen Höheren Schuldienst ein. Sein Probejahr absolvierte er 1875/76 am Christianeum in Altona. Zu Michaelis 1876 wurde er Lehrer am Husumer Gymnasium, schon Michaelis 1877 wechselte er an das Gymnasium Hadersleben. Ostern 1881 kam er an die Lauenburgische Gelehrtenschule in Ratzeburg. Hier blieb er bis zu seiner Pensionierung zum 1. Januar 1911. 1894 erhielt er den Titel Professor, 1898 den Rang der Räte IV. Klasse.
In Ratzeburg entwickelte Bertheau, zusammen mit seinem Kollegen Ludwig Hellwig, eine reiche Tätigkeit für den Verein für die Geschichte des Herzogtums Lauenburg. Bertheau verfasste zahlreiche Beiträge für dessen Zeitschrift Archiv des Vereins für die Geschichte des Herzogthums Lauenburg, für die Zeitschrift für Schleswig-Holsteinische Geschichte, vor allem zur Wirtschaftsgeschichte des Klosters Preetz und zu Heinrich Rantzau, sowie für die Jahrbücher des Vereins für Mecklenburgische Geschichte und Altertumskunde.

## Werke (Auswahl)
- Die gesta Trevirorum von 1152—1259. Diss. Göttingen 1874.
- Heinrich Rantzau als Geschichtsforscher. In: Zeitschrift der Gesellschaft für Schleswig-Holsteinische Geschichte, Bd. 21 (1891), S. 307–364.
- Zur Kritik der Schleswig-Holsteinischen Adelsgenealogien und Adelschroniken des sechzehnten Jahrhunderts. In: Zeitschrift der Gesellschaft für Schleswig-Holsteinische Geschichte, Bd. 41 (1911), S. 128–187 (Digitalisat).
- Briefe von Dahlmann, Ernst Moritz von Arndt und Falck an den Oberappelationsgerichtsrat Burchardi in Kiel. In: Zeitschrift der Gesellschaft für Schleswig-Holsteinische Geschichte, Bd. 42 (1912), S. 231–252.
- Wanderungen und Kolonisationen des Lüneburgischen Uradels im Elbegebiet. In: Zeitschrift des Historischen Vereins für Niedersachsen, Bd. 77 (1912), S. 349–392.
- Die Franzosenzeit in Lauenburg: Eine Denkschrift. Schetelig, Ratzeburg 1913.
- Die Geschichte der ländlichen Verhältnisse im Fürstentum Ratzeburg. In: Jahrbücher des Vereins für Mecklenburgische Geschichte und Altertumskunde, Bd. 79 (1914), S. 71–170.
- Die Wanderungen des niedersächsischen Adels nach Mecklenburg und Vorpommern. In: Zeitschrift des Historischen Vereins für Niedersachsen, Bd. 80 (1915), S. 1–37 u. S. 351–395.
- Der Haushalt des Klosters Preetz im dreizehnten und vierzehnten Jahrhundert. In: Die Heimat. Bd. 26 (1916), Nr. 6, S. 114–121 (Digitalisat).
- Beiträge zur älteren Geschichte des Klosters Preetz. In: Zeitschrift der Gesellschaft für Schleswig-Holsteinische Geschichte, Bd. 46 (1916), S. 134–196 (Digitalisat).
- Wirtschaftsgeschichte des Klosters Preetz im vierzehnten und fünfzehnten Jahrhundert. In: Zeitschrift der Gesellschaft für Schleswig-Holsteinische Geschichte, Bd. 47 (1917), S. 91–266 (Digitalisat).
- Die Beziehungen Lübecks zum Kloster Preetz. In: Zeitschrift des Vereins für Lübeckische Geschichte und Altertumskunde, Bd. 19 (1918), S. 153–190.
- Die Reformation des adeligen Klosters Preetz. Ein Beitrag zur Reformationsgeschichte Schleswig-Holsteins. In: Zeitschrift der Gesellschaft für Schleswig-Holsteinische Geschichte, Bd. 48 (1918), S. 196–253 (Digitalisat).
- Wirtschaftsgeschichte des Klosters Preetz in der zweiten Hälfte des sechzehnten Jahrhunderts. In: Zeitschrift der Gesellschaft für Schleswig-Holsteinische Geschichte, Bd. 49 (1919), S. 26–93.